# کونارسکوتو
کونارسکوتو (به بلغاری: Konarskoto) یک منطقهٔ مسکونی در بلغارستان است که در تریاونا واقع شده‌است.